# Пидмонт (Мисури)
Пидмонт (енгл. Piedmont) град је у америчкој савезној држави Мисури.

## Демографија
По попису из 2010. године број становника је 1.977, што је 15 (-0,8%) становника мање него 2000. године.
| Група             | 2000.         | 2010.         |
| Белци             | 1.943 (97,5%) | 1.899 (96,1%) |
| Афроамериканци    | 3 (0,2%)      | 10 (0,5%)     |
| Азијати           | 7 (0,4%)      | 19 (1,0%)     |
| Хиспаноамериканци | 12 (0,6%)     | 28 (1,4%)     |
| Укупно            | 1.992         | 1.977         |